# وینستون اسمیت

اطلاع‌نگاشت، مقایسه ۱۹۸۴ با دنیای قشنگ نو

وینستن اسمیت (به انگلیسی: Winston Smith) یک شخصیت خیالی و شخصیت اصلی در کتاب ۱۹۸۴ نوشته جورج اورول است. اورول این شخصیت را یک «فرد معمولی» در نظر گرفته و مخاطب داستان به سرعت با آن ارتباط برقرار می‌کند. این شخصیت در سال ۱۹۴۵ به ذهن اورول رسیده و بخشی از نام آن را از نام کوچک وینستن چرچیل برداشته‌است، که نام مشور اسمیت در پی آن است.